# Popučke
Popučke (Servisch cyrillisch Попучке) is een plaats in de Servische gemeente Valjevo. De plaats telt 2607 inwoners (2002).

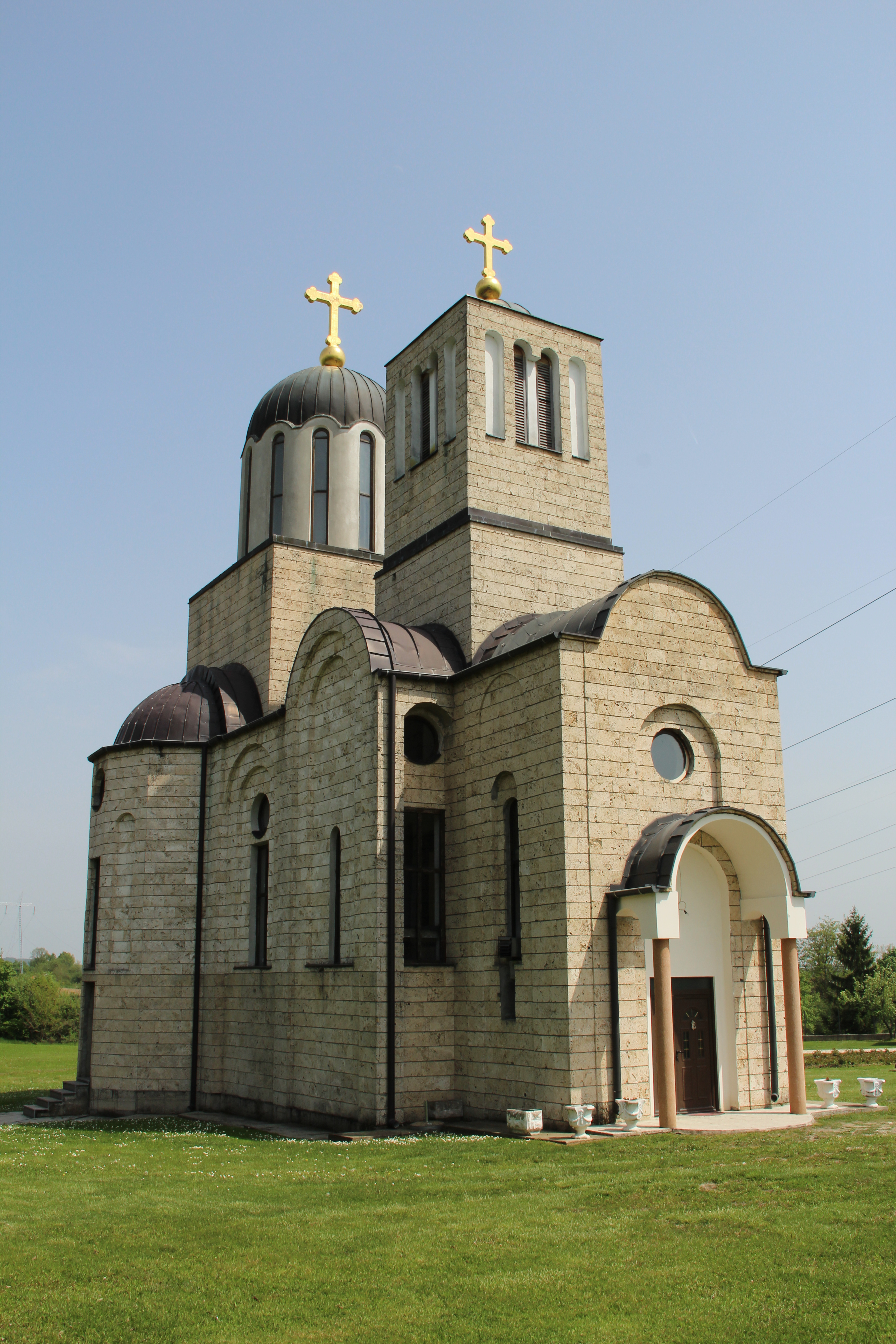
Popučke village - church
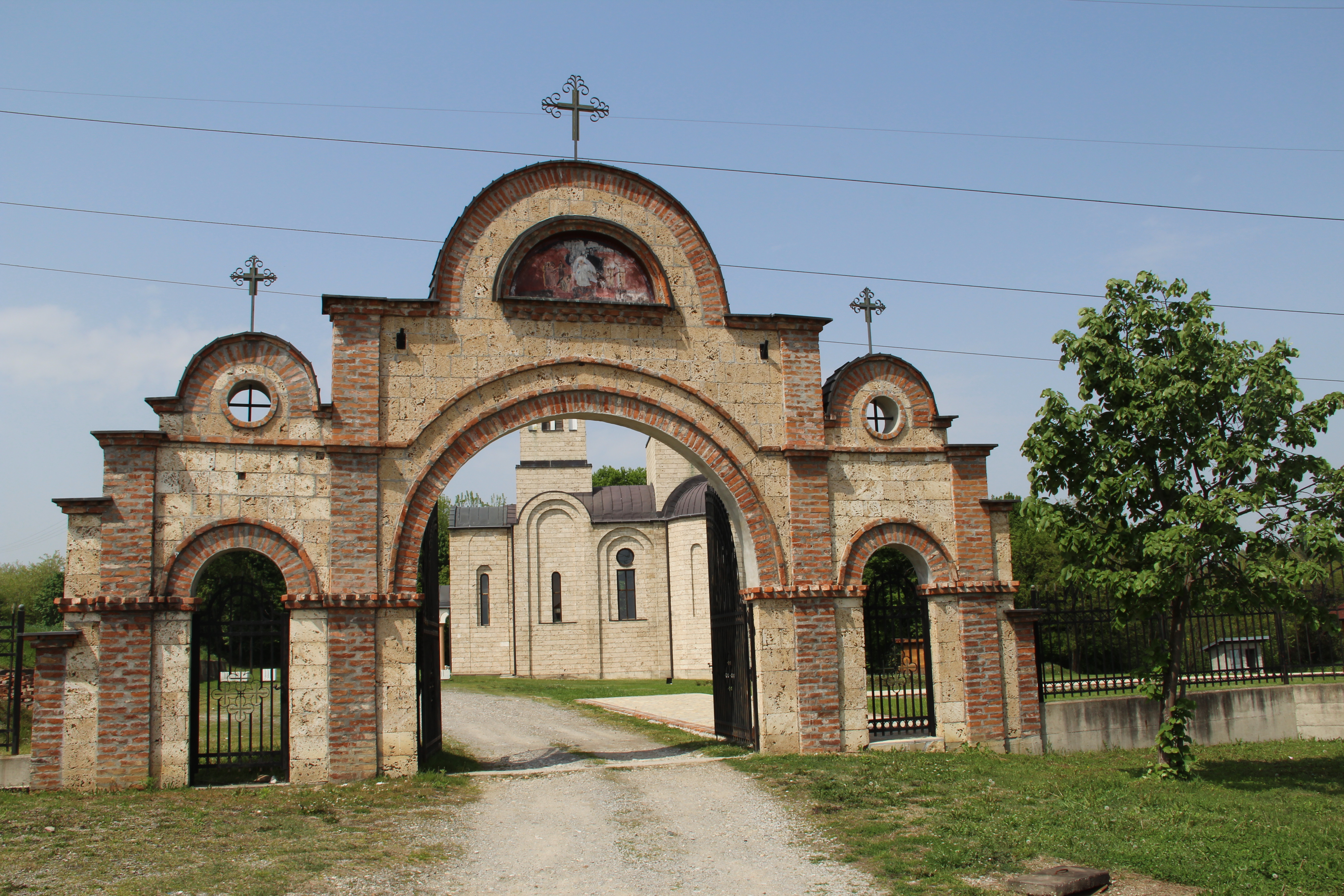
Popučke village - Church (ingang)
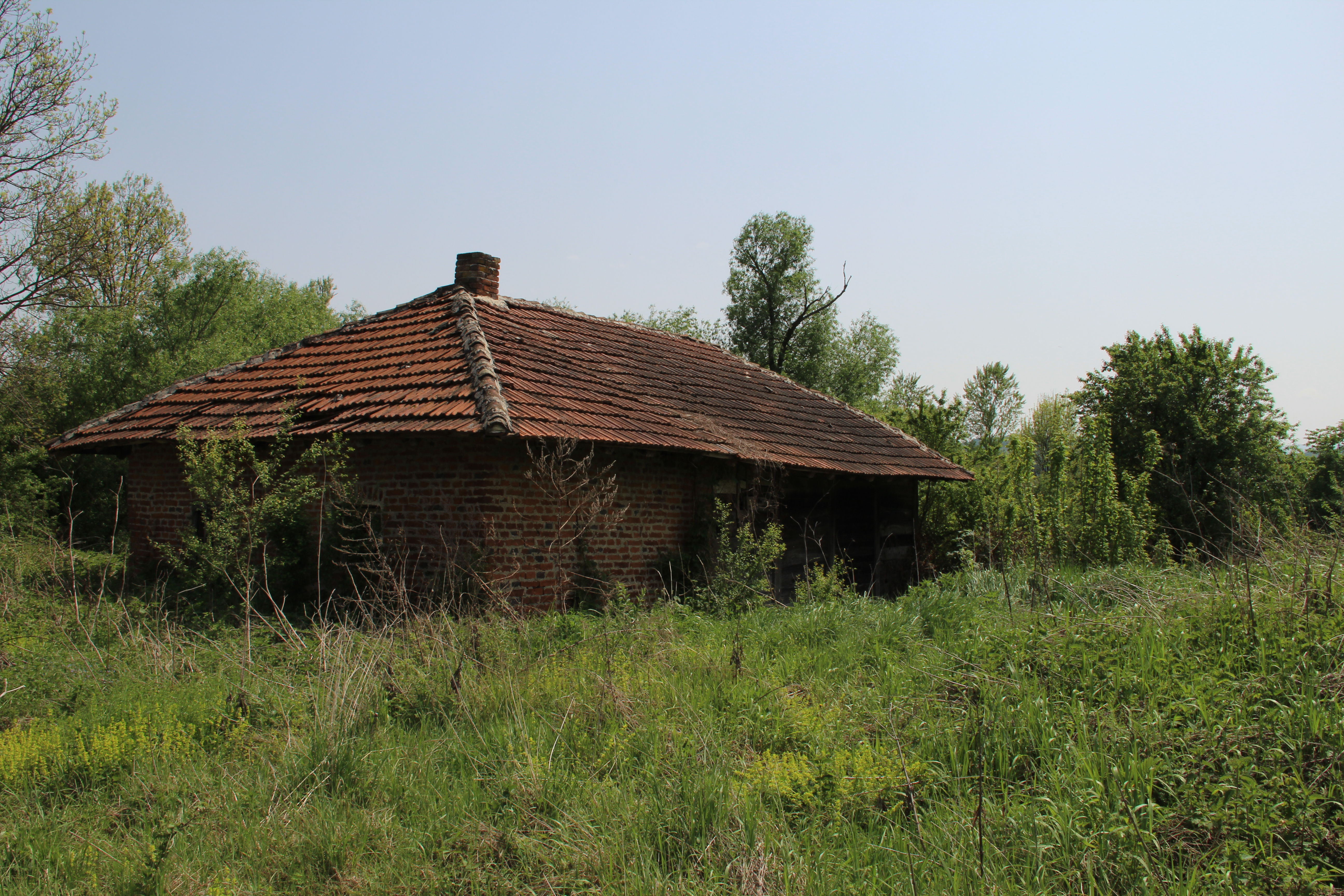
Popučke village - molen
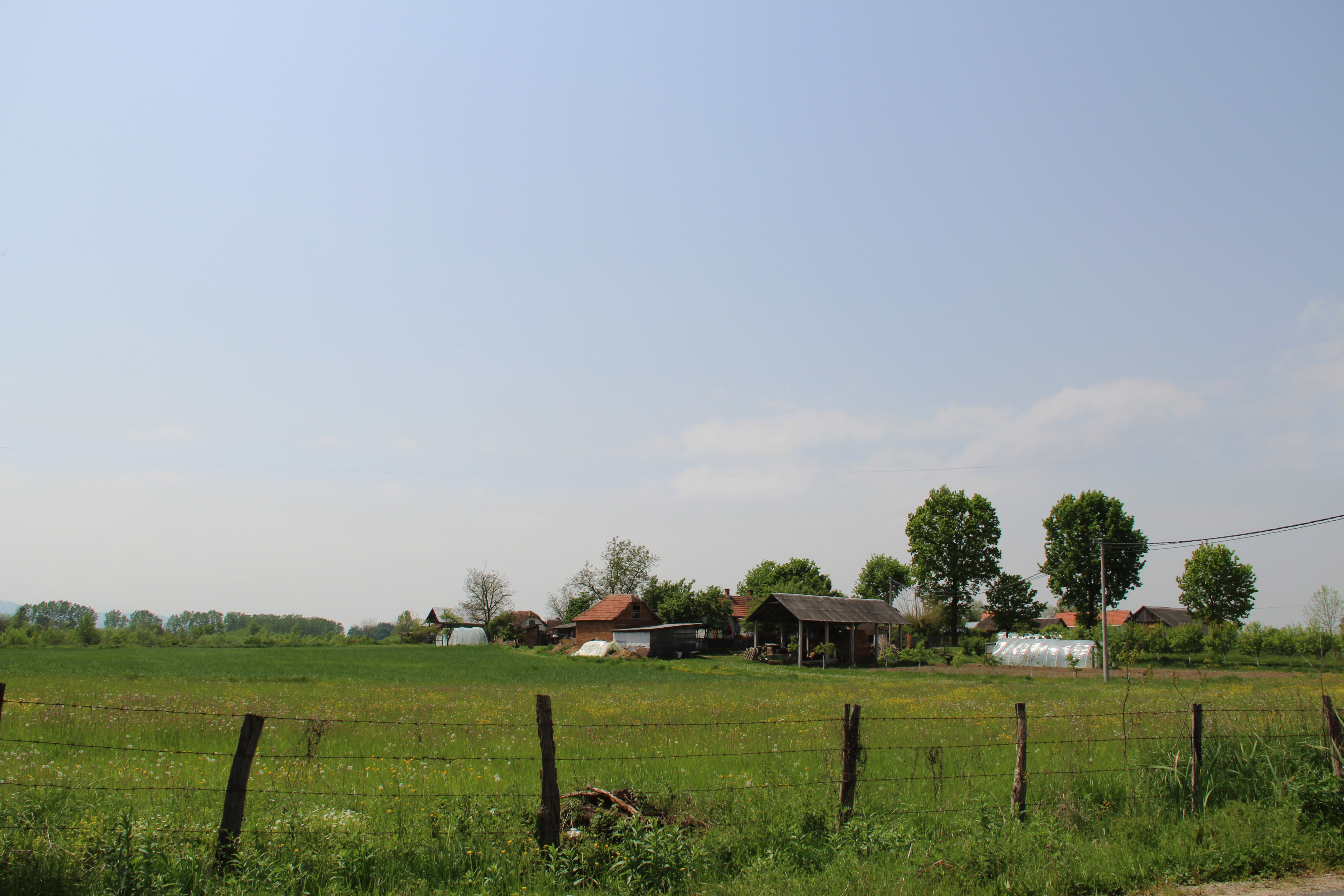
Popučke village - panorama
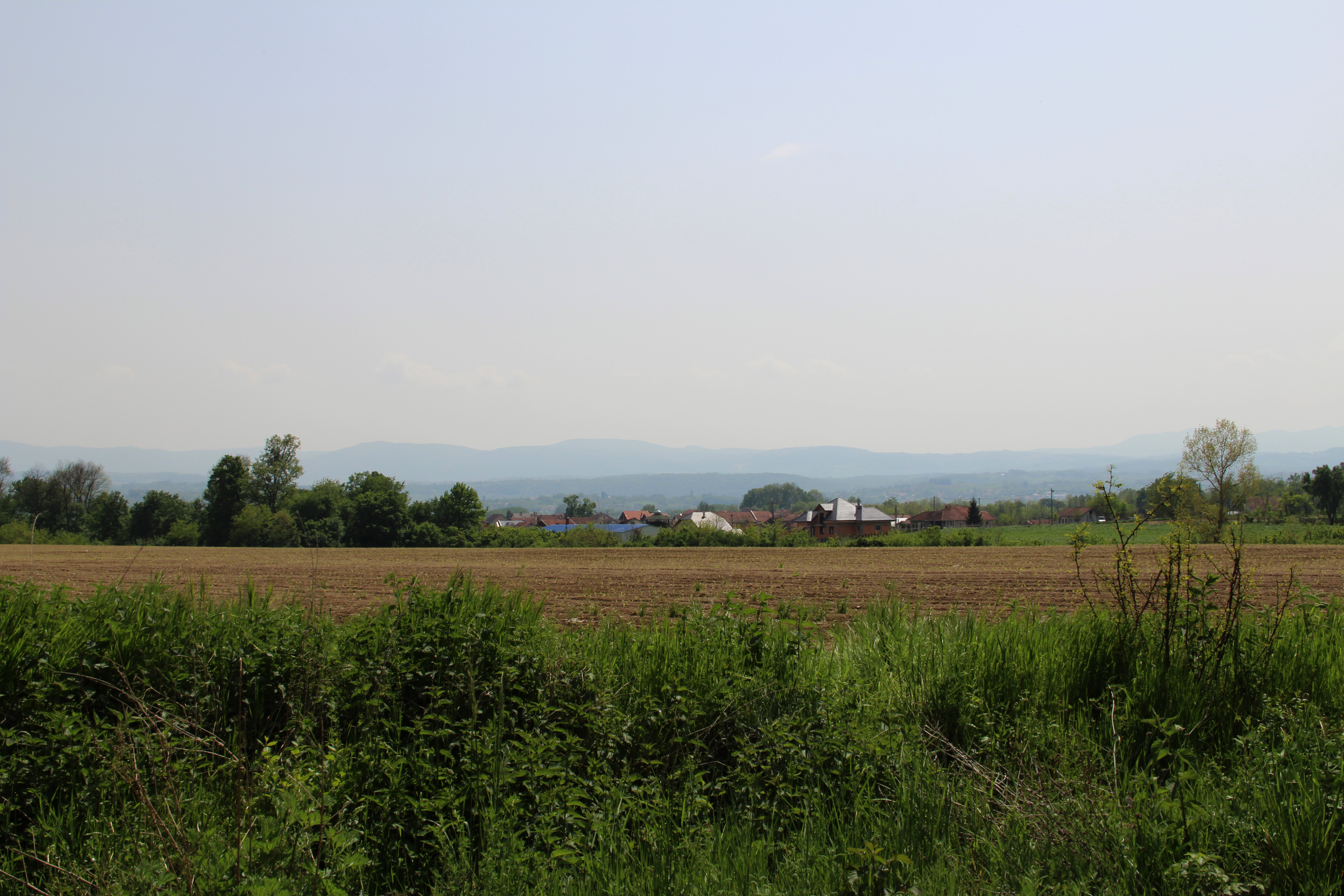
Popučke village - panorama
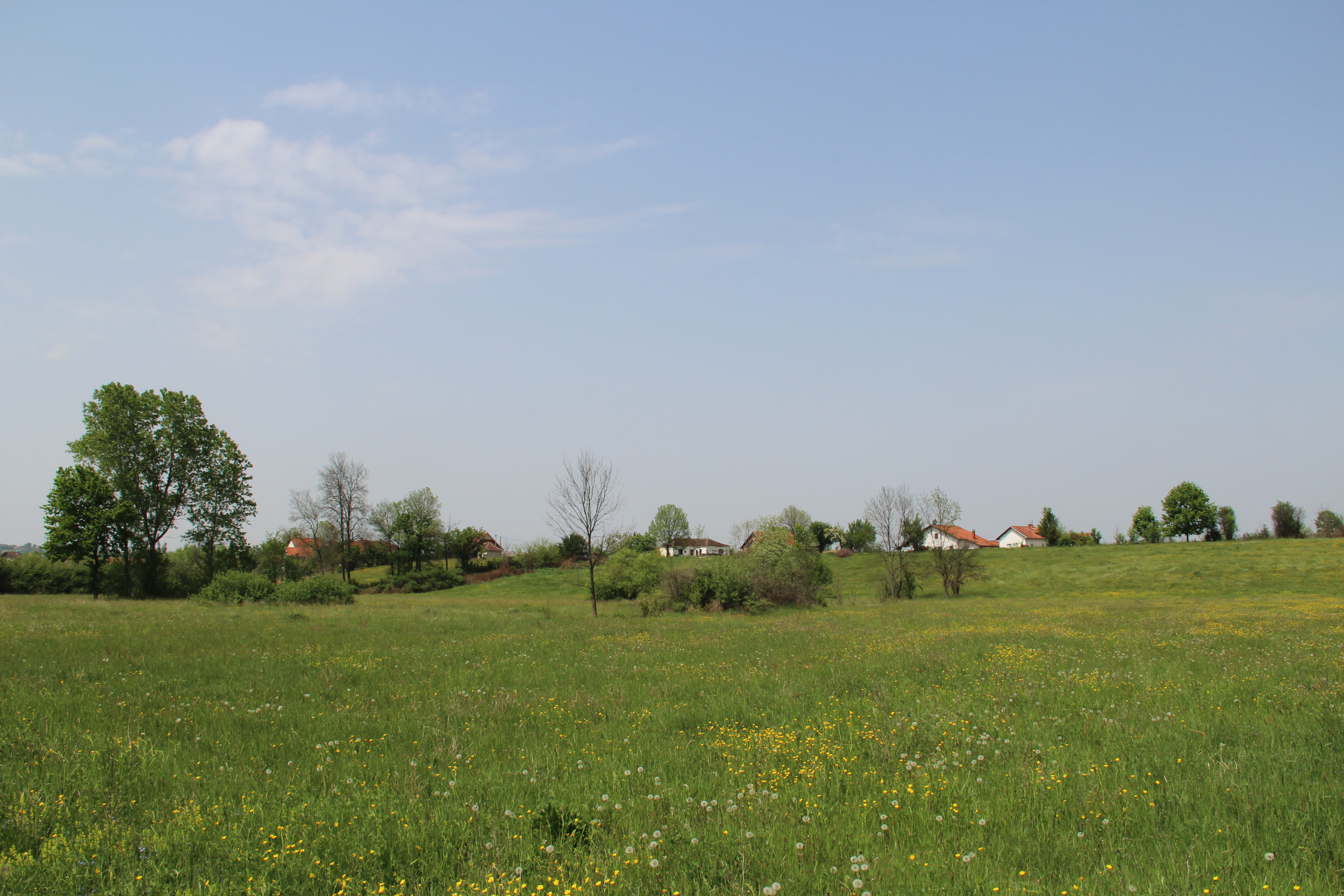
Popučke village - panorama